# Oranjedorp
Oranjedorp est un village situé dans la commune néerlandaise d'Emmen, dans la province de Drenthe. Le 1er janvier 2007, le village comptait 420 habitants.